# FN Minimi 7.62通用機槍
FN Minimi 7.62（又稱：FN Maximi）是一款由比利时槍械製造商埃斯塔勒國營工厂（英語：Fabrique Nationale de Herstal，簡稱：FN）所研製及生產的輕型可散式彈鏈供彈的通用機槍，是FN Minimi輕機槍的7.62×51毫米北约口徑版本。

## 歷史
FN Minimi在1970年代初期開始研發，當時北约各國主流仍然是發射7.62×51毫米北约口徑的通用機槍作班用支援武器。
FN Minimi的最初原設計是發射7.62×51毫米彈藥，但當時的國營埃斯塔勒（英語：Fabrique Nationale de Herstal，簡稱：FN）為了令他們開發的5.56×45毫米SS109彈藥能成為新一代北約制式彈藥，在加入美国陆军舉行的班用自動武器（SAW）評選時改為5.56×45毫米口徑。
當5.56×45毫米口徑的FN Minimi成為世界著名的小口徑輕機槍以後，近年，國營赫斯塔爾以Minimi的設計開發出7.62×51毫米口徑的通用機槍，並命名為FN Minimi 7.62，美軍版本命名為Mk 48 Mod 0，目前FN Minimi 7.62亦已經正式推出市場，旨在與FN MAG58和美國M60通用機槍競爭。

## 設計
FN Minimi的原型設計其實是發射7.62×51毫米北约口徑步枪子彈，後來重新設計改為5.56×45毫米口徑。直到美国特種作戰司令部（英語：USSOCOM）發出Mk 48 Mod 0的招標以後，FN Minimi的原型計劃被重新採用並用於開發這種新型號。由於Mk 48 Mod 0得到了一致的好評，以及對於一挺火力更強大的FN Minimi衍生型的需求正在日益而不斷地增加，國營赫斯塔爾公司推出了的FN Minimi 7.62，並且提供多種不同的版本。
FN Minimi 7.62擁有7.62毫米口徑武器的威力，重量卻接近5.56毫米口徑武器。採用中型槍管，即比FN Minimi 5.56稍長而比FN MAG的短。該槍重只比FN Minimi 5.56加重了約1公斤，但要比FN MAG、英國L7A2和美國M60減輕了3—4公斤。
除了口徑不同以外，FN Minimi 7.62採用不可手動調節的自我調節的氣動系統，以及一具裝在槍托組件以內的液壓式後座力緩衝器。FN Minimi 7.62也具有為了發射更大的子彈而有所不同的瞄準具設置校準。後方的可調節的表尺可以從100公尺（109.36码，328.08英尺）至1,000公尺（1,093.61码，3,280.84英尺）調整，每一行增加100公尺。表尺也可以作出風偏調整。
FN Minimi 7.62的一款衍生型，FN Minimi 7.62 TR配備了整合MIL-STD-1913戰術導軌護木，以便安裝對應導軌的戰術燈、雷射瞄準器和前握把。

## Minimi Mk 3
2013年11月，國營赫斯塔爾推出了FN Minimi系列機槍的改進版本Mk 3型。此次升級乃是根據操作經驗以及在過去10—15年的用戶的反饋。7.62毫米口徑的版本被命名為FN Minimi 7.62 Mk 3，而它亦可以轉換為發射5.56毫米口徑子彈。其槍托具有5段伸縮位置以調節長度，並且具有4段可調節高度式托腮板（2段位置是用於機械瞄具，而另外2段則是用於光学瞄准镜）、厚橡膠製緩衝墊、折疊式支肩架和液壓緩衝器。這種全新的槍托在輕機槍和通用機槍上十分少見，有些類似於狙擊步槍的槍托。供彈機盤具有保留棘爪，以便在裝填時從彈鏈緊夾彈藥到位。該機槍亦具有MIL-STD-1913戰術導軌，在機匣蓋頂部安裝了較長的戰術導軌，而在護木上亦具有3條向前小段式的戰術導軌。該槍使用的一款新型兩腳架具有3段伸縮位置以調節高度，而且當向後折疊時可無縫地整合到護木的形狀而無論可能加裝的配件。其他的功能還包括更為符合人體工學的拉機柄和可選用以保護使用者避免被炙熱的槍管燙傷的槍管隔熱罩。已經裝備了FN Minimi系列機槍的用戶可以部分或完全地升級其現有的武器至具有Mk 3型的特徵。

## 使用國
- - 澳大利亚国防军：採用导轨护木型（包括聚合物固定槍托和金屬伸縮槍托兩者），命名為Maximi。[9][10][11]
- 智利
  - 智利海軍陸戰隊（英语：Chilean Marine Corps）[12]
- 捷克
- 法國
  - 法國陸軍特種部隊旅
- 德国
  - 德國邦警察（英语：Landespolizei）特別行動突擊隊
- 義大利
  - 意大利陸軍第9傘降突擊團
- 墨西哥
- 新西兰
  - 紐西蘭國防軍：從2012年2月起採用导轨护木型（包括聚合物固定槍托和金屬伸縮槍托兩者），以取代C9 LSW Minimi，命名為7.62 LSW Minimi。[13][14]
- 波蘭
  - 波蘭武裝力量行動應變及機動組[15]
- 沙烏地阿拉伯
  - 特種部隊單位[16]
- 西班牙
  - 西班牙海軍[17]
- 乌克兰
  - 烏克蘭武裝部隊
- 英国
  - 英國陸軍：一小批自2011年起採用。[18]
- 美国
  - 美国特種作戰司令部：命名為Mk 48 Mod 0／1。

## 資料來源
1. ↑  . http://fnhusa.com - FNH USA Official Website. 2012  [2012-09-03]. （原始内容存档于2014-01-05）. 外部链接存在于|publisher= (帮助)
2. 1 2 3 4 5 6 7  . http://www.fnherstal.com/ - FN Herstal Official Website. 2012  [2012-11-04]. （原始内容存档于2012-10-18）.
3. 1 2 3 4 5 6 7  . http://www.fnherstal.com/ - FN Herstal Official Website. 2012  [2012-11-04]. （原始内容存档于2012-10-18）.
4. 1 2 3 4 5 6 7  . http://www.fnherstal.com/ - FN Herstal Official Website. 2012  [2012-11-04]. （原始内容存档于2012-10-18）.
5. 1 2 3 4 5 6 7  . http://www.fnherstal.com/ - FN Herstal Official Website. 2012  [2012-11-04]. （原始内容存档于2012-10-18）.
6. ↑  .   [2012-11-05]. （原始内容存档于2008-06-29）.
7. ↑   (PDF).   [2012-11-05]. （原始内容存档 (PDF)于2007-01-31）.
8. ↑  FN Upgrades Its MINIMI Light Machine Guns （页面存档备份，存于） - Kitup.Military.com, 29 November 2013
9. ↑  . army.gov.au. Australian Army.   [2012-05-14]. （原始内容存档于2012-03-22）.
10. ↑  Juchniewicz N.; Manchip J. . Army News (Australia). Defence News (Australia). 2011-05-12: 4  [2011-05-14]. （原始内容存档于2011-07-15）.
11. ↑  .   [Sep 2, 2022]. （原始内容存档于2022-03-15）.
12. ↑  Chile; Marines confirm SCAR 5.56mm rifles order （页面存档备份，存于） - Dmilt.com, 2 August 2013
13. ↑  Martin (Ed.), Judith.  (PDF). NZ Army News. February 2012, Issue 428: 5  [2012-05-14]. （原始内容 (PDF)存档于2012-06-01）. 新西蘭國防軍選擇了國營赫斯塔爾公司7.62毫米的Minimi TR作為目前在服役5.56毫米LSW C9的替代品。這批武器現在正在購入中，並從本年4月開始交貨到期，並且計劃在2012年最後季度加入服役和發配至現役的單位。7.62 LSW Minimi將會發配給一定的陸軍和空軍部隊。這將會取代C9，優先考慮發配給實地部隊和區域性裝備。
14. ↑  . The Firearm Blog Website. 2013  [2013-02-11]. （原始内容存档于2016-09-14）.
15. ↑  .   [2015-11-09]. （原始内容存档于2016-03-04）.
16. ↑  .   [2016-02-22]. （原始内容存档于2017-03-06）.
17. ↑   (PDF).   [2009-08-22]. （原始内容 (PDF)存档于2010-12-05）.
18. ↑  . Press release via army-technology.com. FN Herstal. 2011-06-08  [2012-05-14]. （原始内容存档于2012-03-30）. 國營赫斯塔爾公司最近被英國國防部（英語：Ministry of Defence，簡稱：MoD）授予了一份新的合同，由2011年年底開始供應高達176挺FN Minimi 7.62輕機槍。該合同還包括可選購的數量，另一批250挺FN Minimi 7.62輕機槍會在2012年至2014年的三年期間，每年年度交付，並予以行使這些選項。

## 外部連結
- （英文）—FN官方網站—
  - FN MINIMI® 7.62 Standard Fixed Butt（页面存档备份，存于）
  - FN MINIMI® 7.62 Standard Sliding Butt（页面存档备份，存于）
  - FN MINIMI® 7.62 T.R. Fixed Butt（页面存档备份，存于）
  - FN MINIMI® 7.62 T.R. Sliding Butt（页面存档备份，存于）
- （英文）—The Firearm Blog.com—
  - UK & NZ Adopting FN MINIMI 7.62mm（页面存档备份，存于）
  - New Zealand Switches from 5.56mm to 7.62mm FN Herstal Minimi Light Machine Gun（页面存档备份，存于）
  - FN MINIMI Mk3 (7.62mm and 5.56mm)（页面存档备份，存于）
  - 7.62 Mk3 Minimi to replace MAG in Belgium（页面存档备份，存于）
- （英文）—Think Defence—MoD Orders 7.62mm MINIMI（页面存档备份，存于）
- （简体中文）—D Boy Gun World（槍炮世界）—FN Minimi—
  - Minimi 7.62（页面存档备份，存于）
  - FN Minimi Mk3（页面存档备份，存于）
- （简体中文）—新浪网—比利时推出7.62毫米米尼米轻型机枪（页面存档备份，存于）
- （简体中文）—中国航空报—英国订购“米尼米”7.62毫米轻机枪